# Винервальд
Винервальд (нем. Wienerwald, дословно — «Венский лес») — коммуна (нем. Gemeinde) в Австрии, в федеральной земле Нижняя Австрия.
Входит в состав округа Мёдлинг. Население составляет 2462 человека (на 31 декабря 2005 года). Занимает площадь 48,16 км². Официальный код — 31726.

## Политическая ситуация
Бургомистр коммуны — Михель Кришке (АНП) по результатам выборов 2005 года.
Совет представителей коммуны (нем. Gemeinderat) состоит из 21 места.
- АНП занимает 8 мест.
- СДПА занимает 8 мест.
- Партия WW1 занимает 3 места.
- Партия GBL занимает 2 места.